# Malá Fatra
Malá Fatra; también Pequeño Fatra o Fatra Menor, polaco: Mała Fatra, húngaro: Kis-Fátra) es una cadena montañosa de los Cárpatos occidentales en el noroeste de Eslovaquia central. En el sistema geomorfológico, forma parte de la zona de Fatra-Tatra.
Está situada aproximadamente entre las ciudades de Nitrianske Pravno, Strečno, Martin y Zázrivá. La Turčianska kotlina (Cuenca del Turiec) y los montesOravská vrchovina están situados al oeste de la cordillera, y la Žilinská kotlina (Cuenca del Žilina) y los montes Kysucká vrchovina están ubicados al este.
Malá Fatra consta de dos subdivisiones separadas por el río Váh cerca de Strečno: Lúčanská Malá Fatra y Krivánska Malá Fatra.
El pico más alto es Veľký Kriváň con 1.709 m AMSL en Krivánska Malá Fatra.
Malá Fatra es básicamente un gran accidente kárstico. Está formada por rocas cristalinas y complejos de rocas mesozoicas fuertemente plegadas.
Los picos principales de Lúčanská Malá Fatra son Veľká Lúka (1475 m), Kľak (1.351 m) y Minčol (1.364). Los principales picos de Krivánska Malá Fatra son Veľký Rozsutec (1.610 m), Malý Rozsutec (1.343 m), Veľký Kriváň (1.709 m) y Malý Kriváň (1.671 metro).
El paso de 12 km de longitud entre Krivánska Malá Fatra y Lúčanská Malá Fatra separado por el Váh se llama Strečnianska tiesňava (Paso de Strečno), situado bajo las ruinas del castillo de Strečno. El arroyo Dierový potok creó en esa zona un complejo de cañones, cascadas y saltos de agua. La cascada de Šútovo (Šútovský vodopád ) es la más alta de Malá Fatra y tiene una caída vertical de 38 m.
Los centros populares para los deportes de invierno son Vrátna dolina y Štefanová. Otros centros turísticos son los pueblos de Terchová, donde nació el héroe nacional eslovaco Juraj Jánošík, y Zázrivá, donde se elabora el tradicional queso de oveja eslovaco conocido como korbáčiky. Una de las zonas de esquí más populares de Eslovaquia fuera de los Tatras es la estación de Martinské hole, situada entre la montaña Veľká lúka y la ciudad de Martin.
Krivánska Malá Fatra está protegida por el parque nacional Malá Fatra .
Además, Malá Fatra incluye las siguientes áreas de protección a pequeña escala:
- reservas naturales nacionales: Chleb, Minčol, Krivé, Šútovská dolina, Sokolec, Suchý, Starý hrad, Prípor, Šíp, Šrámková, Rozsutec, Tiesňavy, Veľká Bránica, Kľačianska Magura
- reservas naturales: Dubovské lúky, Goľove mláky, Hajasová, Hrabinka, Hrádok, meandro Kraľoviansky, Močiar, Paráč, Pod Rígľom, Veľká Lučivná
- monumentos naturales: Bôrická mláka, meandro Domašínsky, Krasniansky luh, Šútovská epigenéza
- sitio protegido: Hate

## Galería

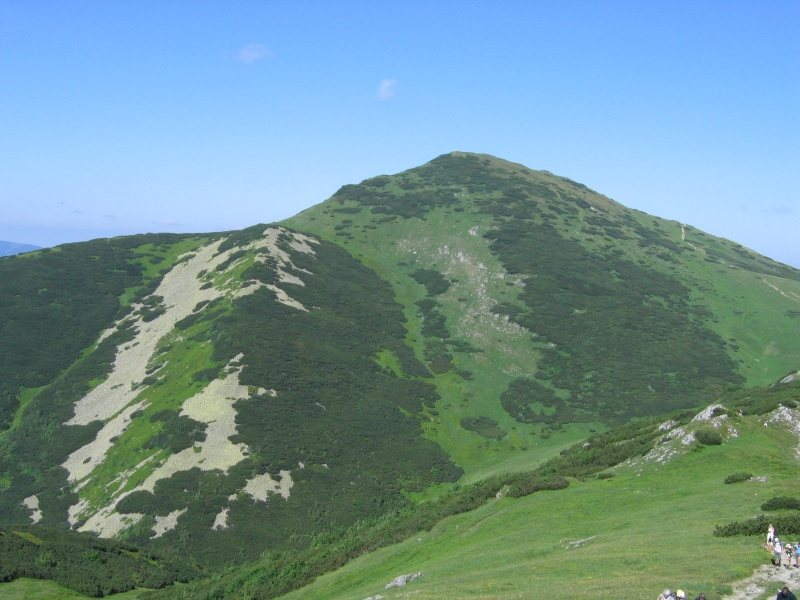
Veľký Kriváň, la montaña más alta de la cordillera
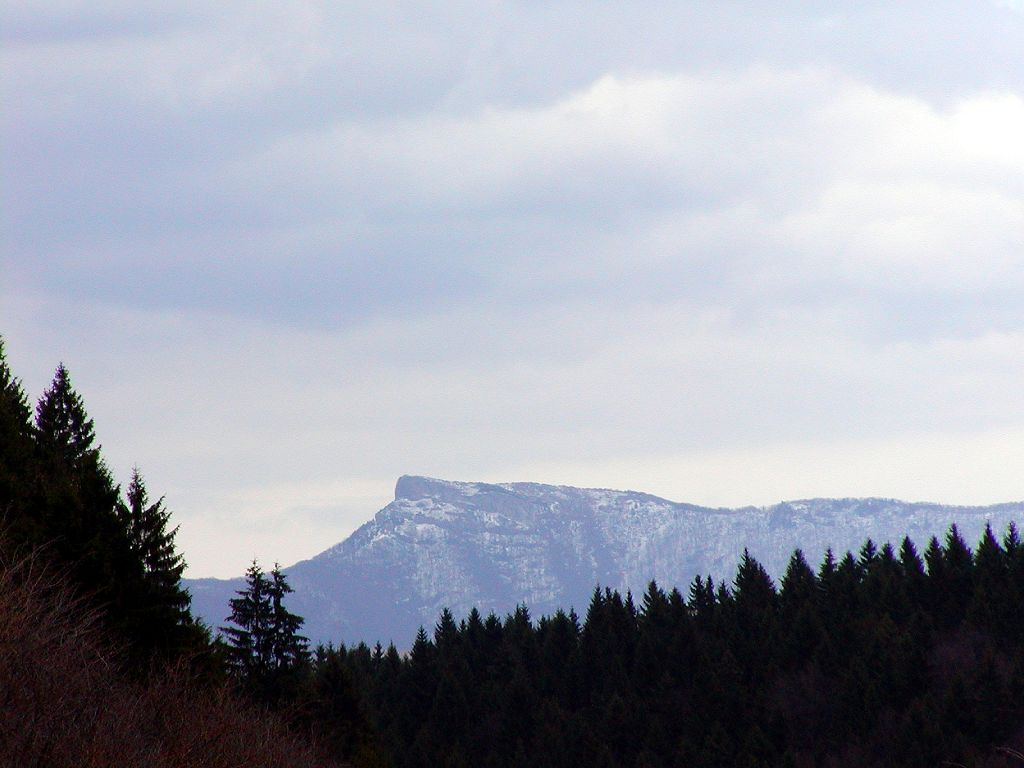
Kľak
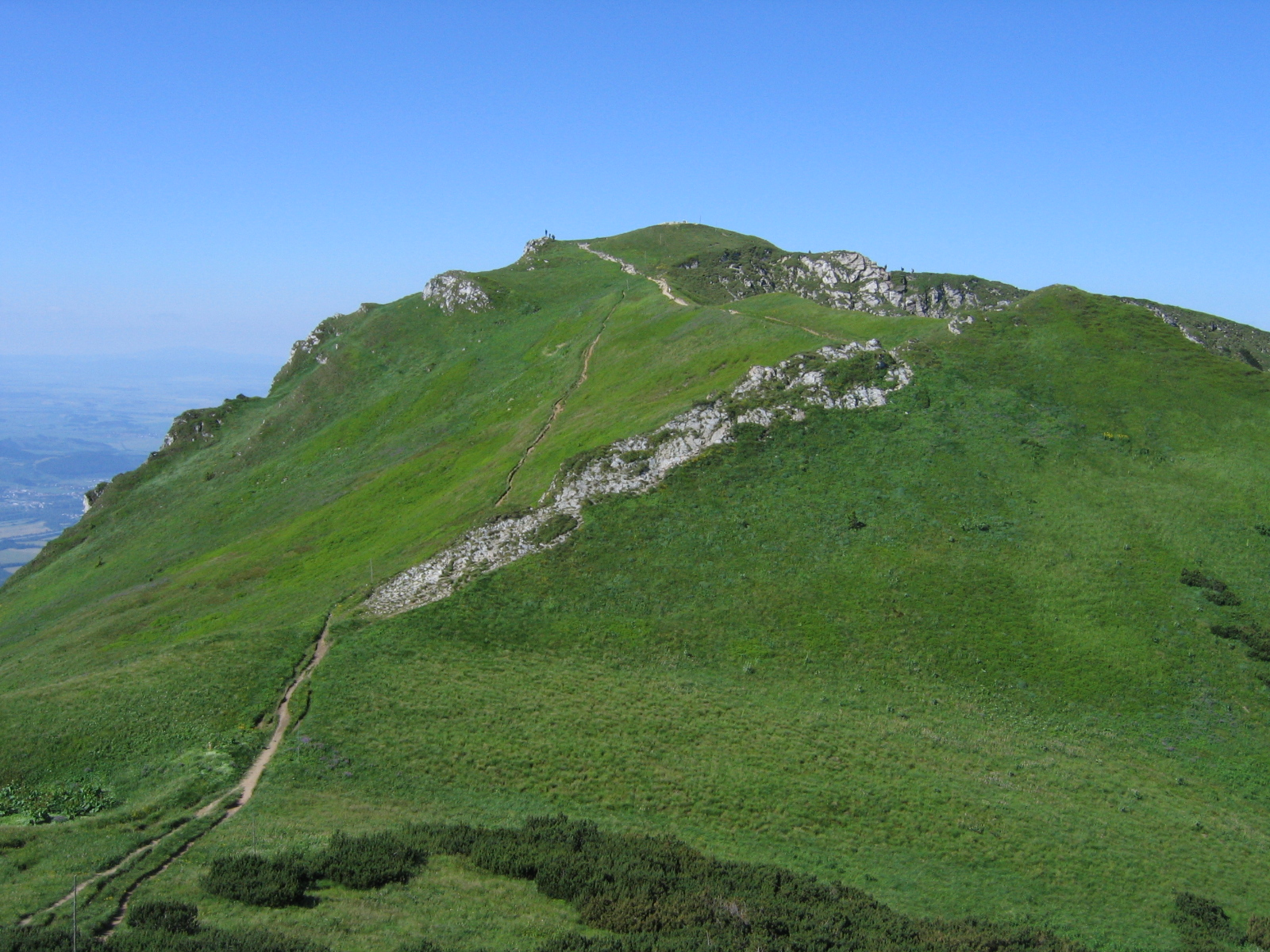
Chleb
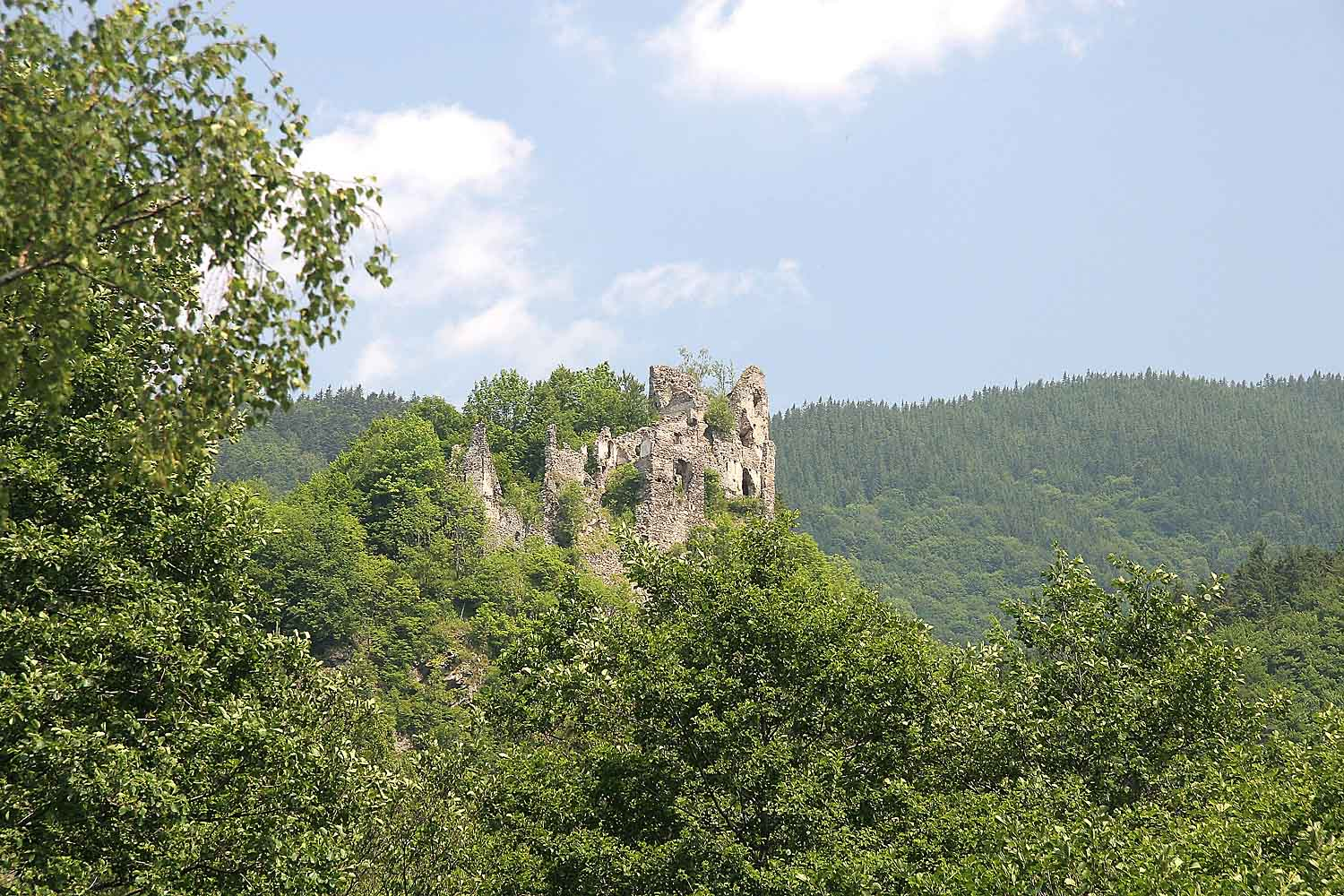
Starý hrad
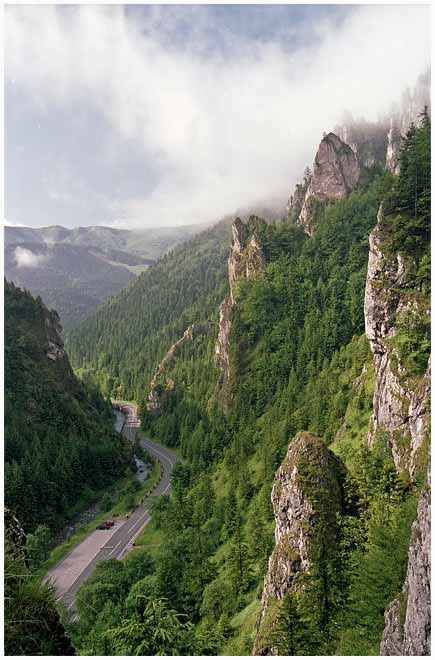
Vrátna dolina
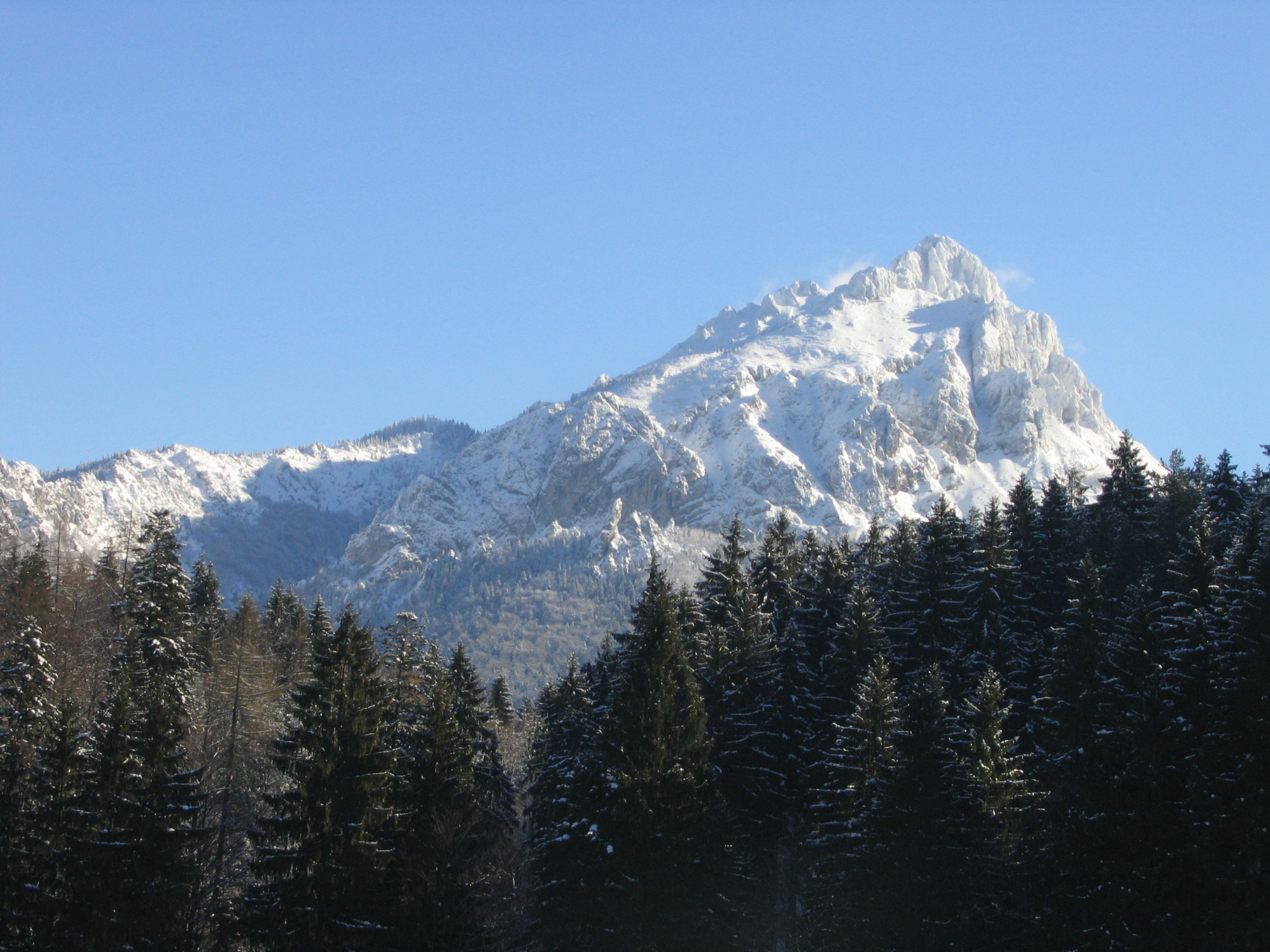
Montaña Veľký Rozsutec
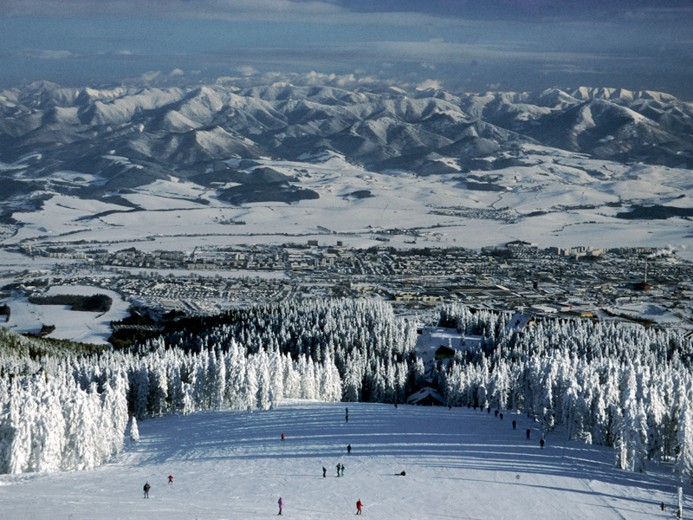
Estación de esquí Martinské Hole
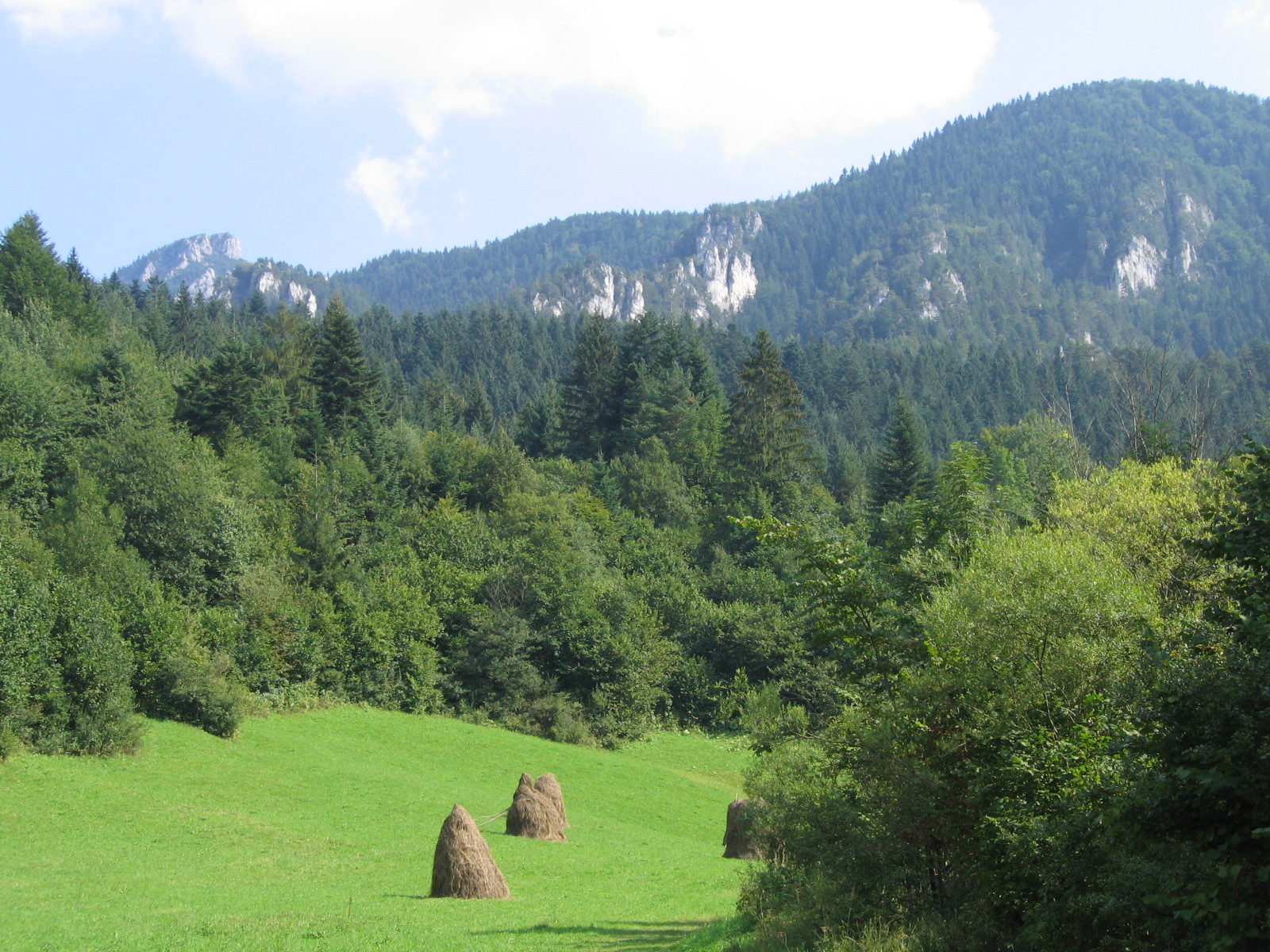
Vrátna dolina
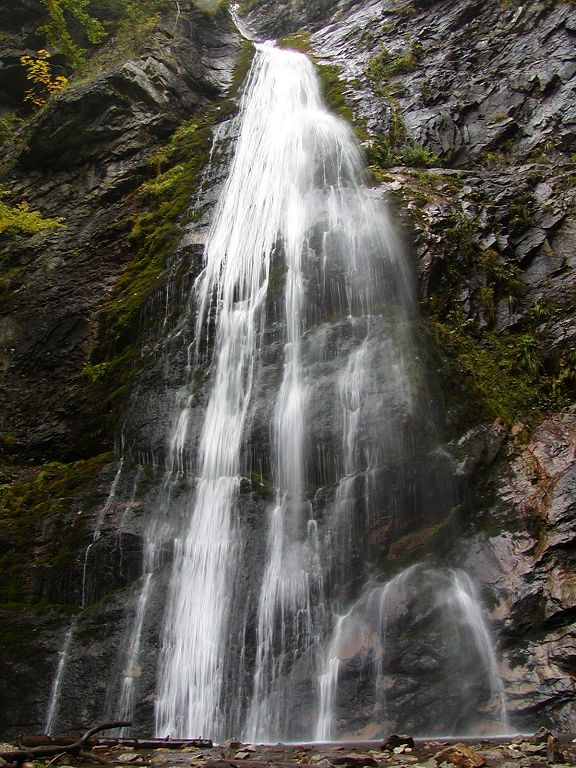
Cascada Šútovo de 38 m de altura